# Green Park (Missouri)
Green Park est une ville de la proche banlieue de Saint-Louis, au sud-est du comté de Saint-Louis, dans le Missouri, aux États-Unis,.

## Démographie
Lors du recensement de 2010, la ville comptait une population de 2 622 habitants. Elle est estimée, en 2016, à 2 627 habitants.

### Source de la traduction
- (en) Cet article est partiellement ou en totalité issu de l’article de Wikipédia en anglais intitulé « Green Park, Missouri » (voir la liste des auteurs).